# Coenosia bannaensis
Coenosia bannaensis är en tvåvingeart som beskrevs av Xue och Tong 2003. Coenosia bannaensis ingår i släktet Coenosia och familjen husflugor. Inga underarter finns listade i Catalogue of Life.